# Kraina szczęśliwości
Kraina szczęśliwości, Kraina lenistwa, Kraina pasibrzuchów (niderl. Luilekkerland) – obraz olejny niderlandzkiego malarza Pietera Bruegla.

## Opis
Obraz jest fantazją malarza na temat dostatku w postaci jedzenia. Bruegel przedstawia trzy postacie leżące wokół drzewa, na którym zamontowany jest stół. Na nim widoczne są resztki jedzenia oraz całe połacie kurczaka. Postacie to: szlachetnie urodzony rycerz, uczony i wieśniak. Wszyscy, po objedzeniu się owsianką, jajkami, mięsem i drobiem, śpią rozłożeni na ziemi; głowa rycerza spoczywa na poduszce, uczonego na futrzanej pelerynie, a wieśniaka na cepie. Obok nich leżą ich artefakty: część zbroi, książka, papier.
Pomimo różnic klasowych wszystkich łączy jedno – potrzeba zaspokajania głodu. W lewym rogu widoczny jest giermek rycerza, czuwający i czekający na możliwość pożywienia się plackami, które mogą spaść z dachu lub według innej wersji na pieczonego gołębia niewidocznego na obrazie z powodu uszkodzenia górnej części obrazu. Po prawej stronie znajduje się tuman kaszy, z którego wychyla się chłopiec z łyżką gotowy na wielkie obżarstwo. Pomiędzy chłopem a uczonym widoczny jest „specjał”, który ma małe nóżki. Bruegel wyobrażał sobie jedzenie, które samo bez przeszkód wędruje po świecie i kusi wszystkich łakomczuchów.
Temat pokarmu i jego znaczenie był wielokrotnie poruszany przez Bruegla. Jako jedyny malarz epoki przedstawiał również skutki przejedzenia się. Na obrazach Rzeź niewiniątek, Pochmurny dzień czy Spis ludności w Betlejem widać postać stającą tyłem do widza i opierającą się o ścianę. W swojej subtelności nie przedstawiał szczegółów i nie wiązał czynności opróżniania z kobietami. Fantazje o jedzeniu, jego wielkiej ilości, są reminiscencją okresu dzieciństwa i doświadczeń ze stale powracającego uczucia głodu.
Według innych interpretacji obraz przedstawia lenistwo i obżarstwo, a drzewo jest metaforą grzechu nieumiarkowania w piciu i jedzeniu. W ludowej tradycji kraina szczęśliwości nazywana była niekiedy Kukanią, bajeczną krainą nierobów i pasibrzuchów (niem. Schlaraffenland).